# Ocellé pindique
Pseudochazara mniszechii
Espèce
L‘Ocellé pindique (Pseudochazara mniszechii) est une espèce de lépidoptères (papillons) de la famille des Nymphalidae, de la sous-famille des Satyrinae et du genre Pseudochazara.

## Dénomination
Pseudochazara mniszechii a été nommé par Herrich-Schäffer en 1851.
La forme Pseudochazara mniszechii tisiphone a été nommée Pseudochazara tisiphone par John Brown en 1981.
Synonyme : Eumenis mniszechii Herrich-Schäffer, [1851].

### Sous-espèces
- Pseudochazara mniszechii caucasica (Lederer, 1864) ; en Turquie.
- Pseudochazara mniszechii tisiphone (Brown, 1981) ; en Grèce[1].
- Pseudochazara mniszechii watsoni Clench et Shoumatoff, 1956 ; en Afghanistan[2].

### Noms vernaculaires
L'Ocellé pindique se nomme Tawny Rockbrown ou Dark Grayling en anglais,.

## Description
L'Ocellé pindique est un papillon marron avec une large bande postdiscale orange foncé (presque cuivre) marquée de nervures foncées et ses ailes sont bordées d'une frange entrecoupée. L'aile antérieure, porte deux ocelles foncés pupillés de blanc dont un à l'apex et deux points postdiscaux blancs en e3 et e4.
Le revers, plus terne, présente les mêmes deux ocelles aux antérieures sur une bande orangée alors que les postérieures sont marron clair terne à veines plus foncées.

## Biologie

### Période de vol et hivernation
Il vole en une génération, de mi-juillet à fin août.

### Plantes hôtes
Les plantes hôtes sont des poacées (graminées), Poa annua, Poa pratensis.

## Écologie et distribution
L'Ocellé pindique est présent que dans les montagnes du nord-ouest de la Grèce, en Turquie, en Géorgie, en Afghanistan  et au Baloutchistan,.

### Biotope
Il réside sur des pentes sèches.